# لیان لی
لیان لی اینداستریال کو.، ال‌تی‌دی. (چینی: 聯力工業股份有限公司; پین‌یین: Lián Lì Gōngyè Gǔfènyǒuxiàngōngsī; lit. 'allied force industry')، شرکت سخت‌افزار تایوانی است که در سال ۱۹۸۳ تأسیس شد.